# Benedikt Sigurðsson Gröndal
Benedikt Sigurðsson Gröndal, född 7 juli 1924 i Ísafjarðarbær, död 20 juli 2010, var Islands statsminister från den 15 oktober 1979 till 8 februari 1980. Gröndal var medlem i det socialdemokratiska minoritetspartiet Alþýðuflokkurinn.